# Jalon (gestion de projet)
Pour les articles homonymes, voir Jalon.
 (août 2024).
Si vous disposez d'ouvrages ou d'articles de référence ou si vous connaissez des sites web de qualité traitant du thème abordé ici, merci de compléter l'article en donnant les références utiles à sa vérifiabilité et en les liant à la section « Notes et références ».
Un jalon, dans le cadre de la gestion de projet, est la fin d'une étape, la fin d'un travail. La plupart du temps, le jalon est aussi un événement important, comme la signature d'un contrat, le lancement d'un produit, etc. Il peut être un élément constitutif d'un projet.
De nombreuses méthodes et outils de gestion de projet définissent le jalon comme une tâche de durée nulle. Cette définition technique est réductrice car le jalon a sa place à part dans la gestion de projet et il est possible de piloter un projet ou un portefeuille par les jalons.
Dans un pilotage par les jalons, la revue de projet consiste à valider si un jalon est passé, ou pas, et à définir la date de passage réestimée. Le suivi du passage des jalons permet de disposer d’une information non subjective, contrôlable et partagée sur l’avancement du projet. Plusieurs indicateurs peuvent être calculés à l’aide de jalons pour mesurer l’avance ou le retard d’un projet. On peut citer le pourcentage (%) de jalons effectivement passés par rapport au % cible, ou le suivi du jalon qui dérive le plus.

## Description

### Événements clé d’un projet
Un jalon peut être la fin d'un travail, d'une tâche, c'est aussi un évènement important, une date. Il existe dans le jalon de début et de fin d'un projet des jalons intermédiaires qui fixent les étapes intermédiaire de l'évolution du projet. Les jalons intermédiaires doivent être planifiés. Généralement, les jalons sont nommés, ils ont un titre pour la lisibilité de l'avancement du projet.

### Événement mesurable et planifié
Les jalons sont des événements clés d'un projet, qui permet de voir une évolution / avancée de celui-ci. Il est mesurable, car on peut attester l'avancée du projet.

### Utilisation des jalons pour motiver son équipe
Le prochain jalon est un objectif à atteindre à court/moyen terme, c'est un seuil permettant la mise sous tension favorisant la motivation.
Exemple : une date limite (en anglais : deadline) de trois jours signifie qu'il ne reste que trois jours pour atteindre l'objectif.

### Représentation

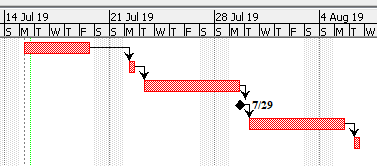
Représentation d'un jalon (losange noir) dans un logiciel de gestion de projet.

Dans un planigramme (ou, en anglais planning), c'est le début et la fin d'une étape.
Dans les diagrammes de Gantt, ils sont déterminés par des losanges. Le jalon est un livrable lié à une date. Un jalon est précédé ou suivi d'une activité.

## Démarche d'utilisation
Lorsqu'il est combiné avec une méthodologie de planification telle que la méthode de PERT ou la méthode du chemin critique (CPM), les jalons permettent aux gestionnaires de projet de déterminer de manière plus précise si le livrable du projet est en retard ou non. En limitant les dates associées aux jalons, le chemin critique peut être déterminé pour les intervalles de planification majeurs en plus de l'ensemble du projet.

## Utilisation pour la définition d'un délai
Le jalon est un élément constitutif d'un délai qui peut être défini à l'aide de deux jalons, d'un jalon de début de délai et d'un jalon de fin de délai. Le délai donne donc une information supplémentaire, la durée, permettant de donner un ordre de grandeur pour l'évaluation d'une avance ou d'un retard.
Les délais sont utilisés notamment pour la gestion des projets de construction sous la forme du délai global et de délais partiels.